# Styringomyia bancrofti
Styringomyia bancrofti is een tweevleugelige uit de familie steltmuggen (Limoniidae). De soort komt voor in het Australaziatisch gebied.